# Warta Złotnicka
Warta Złotnicka – zamknięta w listopadzie 2000 roku i zlikwidowana w 2008 roku stacja kolejowa, a dawniej przystanek osobowy w Warcie Bolesławieckiej, w gminie Warta Bolesławiecka, w powiecie bolesławieckim, w województwie dolnośląskim, w Polsce. Została otwarta w kwietniu 1906 roku przez BuK.